# Urdès
Urdès korábbi község Franciaország Új-Aquitania régiójában, Pyrénées-Atlantiques megyében. 2024. január 1-jén Lacq új község része lett.
Lakosainak száma 304 fő (2021. január 1.). Urdès Arthez-de-Béarn, Castillon (Arthez-de-Béarn kanton), Doazon, Lacq és Serres-Sainte-Marie községekkel határos.

## Népesség
A település népessége az elmúlt években az alábbi módon változott:
| Lakosok száma | 301  | 305  | 308  | 305  | 303  | 310  | 308  | 304  |
|               | 2013 | 2015 | 2016 | 2017 | 2018 | 2019 | 2020 | 2021 |